# Тамо гдје љубав почиње
Тамо гдје љубав почиње је четврти албум групе Црвена Јабука. Албум је издат 1989. године.
Тамо гдје љубав почиње је албум на коме је већина љубавних песама - балада, а неке од њих су били велики хитови:
- То ми ради[2]
- Туга, ти и ја
- Волио бих да си ту

## О албуму
Албум је је дефинитивно потврдио да је група Црвена јабука водећа поп група на територији бивше Југославије.
После издавања албума група је кренула на велику турнеју која је завршена почетком 1990. године. Концерт групе у Загребачкој спортској арени је снимљен и објављен као дупли живи - live албум Узми ме (кад хоћеш ти) 1990. године.
Продуцент албума је, као и на албуму Сањати био Никша Братош.
Све песме на албуму је компоновао и написао текст Златко Арсланагић – Злаја, осим наведених.

## Постава
Албум су снимили чланови групе:
- Златко Арсланагић - Злаја: гитара
- Дражен Жерић Жера: вокал
- Дарко Јелчић Цуња: бубњеви, удараљке
- Златко Воларевић: клавијатуре
- Зоран Шерберџија: бас-гитара

На албуму је гостовао у песми Ризнице сијећања:
- Никша Братош - гитара, пратећи вокал, мандолина, саксофон, и мелодика.

## Списак песама
1. То ми ради
2. Туга, ти и ја
3. Нека вријеме мијења се
4. Волио бих да си ту
5. Шетајући даљинама
6. Ризнице сјећања
7. Чаролија (кад престане)
8. Остани
9. На олује навикли смо
10. Не дам да овај осјећај оде
11. Плес невјерних година (Хунт-Злаја)
12. Тамо гдје љубав почиње
13. Кад казаљке се поклопе (бонус песма на ремастеризованом издању 2003. године)

## Топ листа
| Листа           | Позиција |
| --------------- | -------- |
| Радио Сплит     | 7        |
| Радио ТВ ревија | 7        |

## Обраде
- Не дам да овај осјећај оде[5] - Ти си ми све на свијету (Дорис Драговић, 1988)[6]
- Ризнице сјећања - Why Worry (Dire Straits)[7]